# Julius Zießler
Julius Zießler (* 18. Oktober 1887 in Kitzingen; † 2. September 1950 in Weißensee im Landkreis Ostallgäu) war ein deutscher Landrat.

## Leben
Nach dem Abitur am Röntgen-Gymnasium Würzburg absolvierte Julius Zießler ein Studium der Rechtswissenschaften an der Julius-Maximilians-Universität Würzburg, wo er Mitglied des Corps Franconia Würzburg war. Nach der ersten juristischen Staatsprüfung schloss sich der dreijährige Vorbereitungsdienst an. Vom 28. Februar 1916 bis zum Kriegsende war er bei den Pionieren im Kriegseinsatz. 1919 legte er das große juristische Staatsexamen (früher Staatskonkurs) ab und wurde Assessor bei der Regierung von Unterfranken. Er war als Bezirksamtmann in Gerolzhofen und in Kitzingen tätig und wurde am 1. Juli 1936 zum Bezirksamtsvorstand (ab 1939 Landrat) des Bezirksamts Nürnberg (ab 1939 Landkreis Nürnberg) ernannt. In diesem Amt blieb er bis zu seinem Weggang zur Regierung von Oberfranken am 26. August 1944. Zuvor war er am 16. Februar 1943 zu dieser Behörde abgeordnet worden. Mit Kriegsende am 8. Mai 1945 wurde Zießler seines Amtes enthoben. Im Entnazifizierungsverfahren stufte ihn die Spruchkammer Ansbach am 16. März 1948 als Mitläufer ein. So wurde er im Mai 1949 wieder eingestellt bei gleichzeitiger Versetzung in den Ruhestand mit einer Versorgung von 80 Prozent des üblichen Ruhegehaltes.
Zießler war in den Jahren von 1927 bis 1933 Mitglied der Deutschnationalen Volkspartei und von 1930 bis 1933 im Alldeutschen Verband. Zum 1. Mai 1933 trat er in die NSDAP (Mitgliedsnummer 3.154.713) ein und war Rechtsberater des Gauheimatpflegers.